# Werner Faymann
Werner Faymann (Beč,  4. svibnja 1960.),  austrijski kanceler i predsjednik Socijaldemokratske stranke (SPÖ) .

## Životopis
Werner Faymann je rođen 1960. u Beču. Od 1985. do 1988. bio je konzultant u Zentralsparkasse Bank (danas Banka Austrije). Ovu poziciju je napustio kada je postao direktor i provincijski načelnik bečkog stanarskog savjeta. Također je bio načelnik u Socijalističkoj mladeži Beča od 1985. do 1994. kada je postao poslanik u pokrajinskom parlamentu i općinskom vijeću u kome je bio zadužen za poslove vezane za izgradnju domova i gradsku obnovu.
Faymann je bio savezni ministar prometa, inovacija i tehnologije u kabinetu kancelara Alfreda Gusenbauera. Preuzeo je poziciju predsjednika Socijaldemokratske stranke u lipnju 2008. i predvodio je stranku na prijevremenim izborima u listopadu iste godine. Iako je njegova stranka (SPÖ) izgubila 11 mandata odnosno 6%, osvojili su više mjesta od protivničke Narodne stranke. Oženjen i ima dvoje djece.

## Vanjske poveznice
- Werner Faymann stranice SPÖ-a  Arhivirana inačica izvorne stranice od 24. siječnja 2016. (Wayback Machine)
- Austrijski kancelar  Arhivirana inačica izvorne stranice od 8. veljače 2009. (Wayback Machine)